# Lérigneux
Lérigneux ist eine französische Gemeinde mit 170 Einwohnern (Stand: 1. Januar 2022) im Département Loire in der Region Auvergne-Rhône-Alpes. Sie gehört zum Arrondissement Montbrison und zum Kanton Montbrison. Die Bewohner werden Lérignois und Lérignoises genannt.

## Geografie
Das Gemeindegebiet wird vom Fluss Moingt durchquert, der hier noch Cotoyet genannt wird. Der Col de Baracuchet, ein auf 1267 m. ü. M. gelegener Passübergang, verbindet Lérigneux mit der Nachbargemeinde Saint-Anthème im Südwesten. Die weiteren Nachbargemeinden sind Roche-en-Forez im Nordwesten, Essertines-en-Châtelneuf im Nordosten und Bard im Südosten.

## Bevölkerungsentwicklung
| Jahr                       | 1962 | 1968 | 1975 | 1982 | 1990 | 1999 | 2008 | 2017 |
| -------------------------- | ---- | ---- | ---- | ---- | ---- | ---- | ---- | ---- |
| Einwohner                  | 203  | 187  | 161  | 145  | 118  | 126  | 149  | 143  |
| Quellen: Cassini und INSEE |      |      |      |      |      |      |      |      |

## Sehenswürdigkeiten
Die Pfarrkirche des Ortes wurde erstmals im Jahr 1225 erwähnt. Nachdem die Pfarrei während der französischen Revolution aufgelöst worden war, verfiel der aus dem 16. Jahrhundert stammende Vorgängerbau und wurde nach Wiedereinrichtung der Pfarrei durch den heutigen Bau aus den 1830er-Jahren ersetzt.

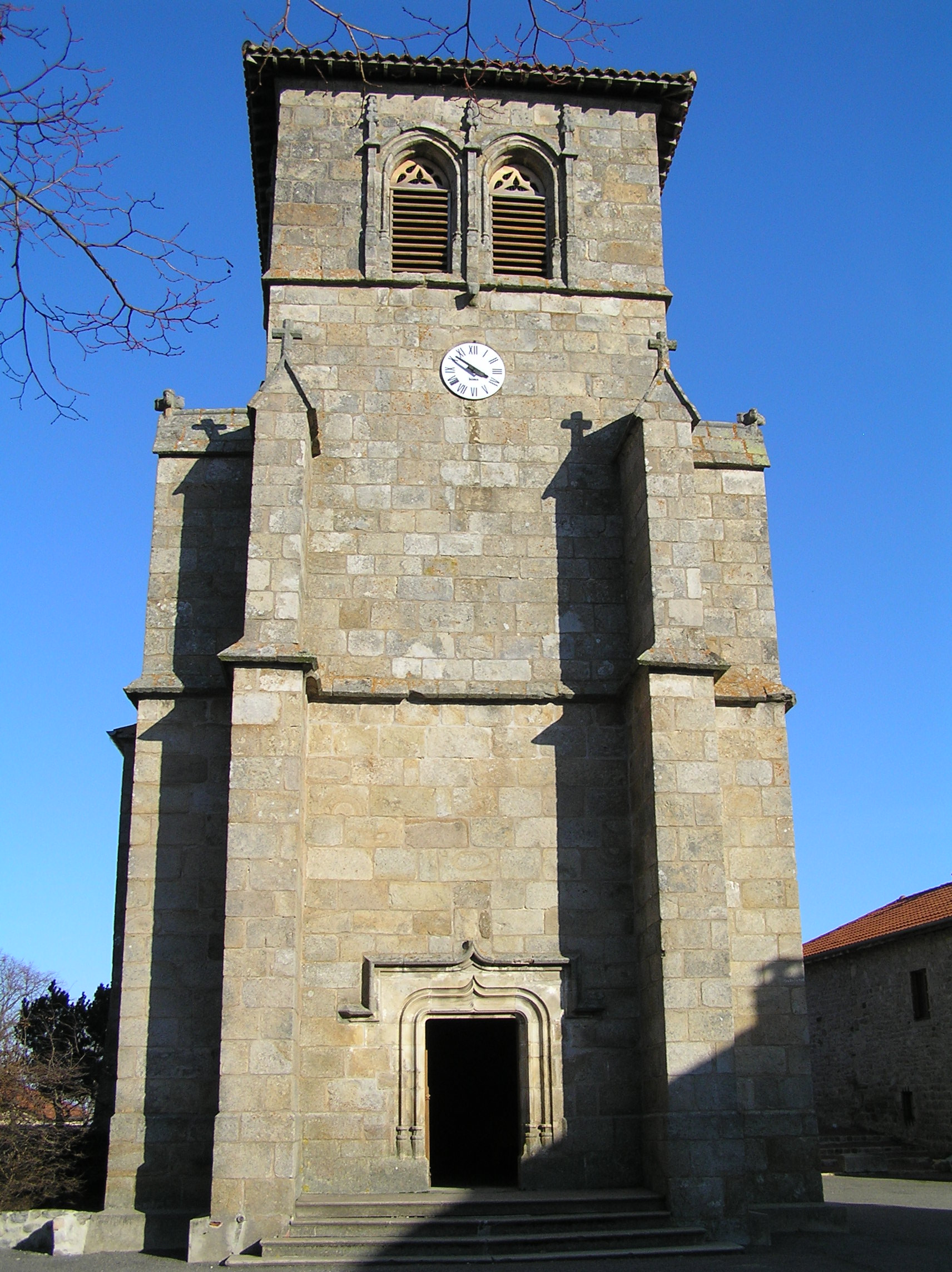
Kirche Saint-Jacques